# Foscor

Foscor.

La foscor és l'absència de llum. Científicament, només és possible assolir una quantitat molt reduïda de llum. La resposta emocional a l'absència de llum ha inspirat diverses metàfores en literatura, en simbolisme i en les arts. En altres aspectes religiosos la foscor pot conèixer-se com tenebra.

## Significats

### En la ciències
Foscor, en la ciència, és assolir un nivell relativament baix de llum. Un objecte fosc reflecteix menys fotons visibles que altres objectes i, per tant, lluu opac en comparació. Per exemple, la pintura negra mat no reflecteix llum visible i es veu fosca, en canvi la pintura blanca reflecteix tota la llum visible i, per tant, lluu brillant.
Tanmateix, la llum no pot simplement ser absorbida sense límit. L'Energia, com la llum visible, no es crea ni es destrueix. Només pot ser transformada d'un tipus d'energia a un altre. La majoria dels objectes que absorbeixen llum visible, la reemeten en forma de llum infrarroja. Així, encara que un objecte pot aparèixer fosc, és molt probable que sigui brillant en una freqüència que l'ull humà no pot detectar. Per a més informació, vegeu termodinàmica.
Un lloc fosc té poques fonts de llum presents, fent que tot sigui difícil de veure, com en la nit. L'exposició alternada a llum i foscor (el dia i la nit) ha causat gran varietat d'adaptacions evolutives a la foscor. Quan un vertebrat -per exemple l'ésser humà- es troba en una zona fosca, els seus írises es dilaten, permetent així que entre major quantitat de llum a l'ull, millorant la seva visió nocturna. La definició científica de llum inclou tot l'espectre electromagnètic, no sol la llum visible, de manera que és físicament impossible crear foscor total. Per exemple, tots els objectes irradien calor en forma de llum infraroja i/o raigs gamma, llum de freqüència molt alta, que pot penetrar fins i tot els materials més densos.

### En la poesia

"El Dolor Inconsolable" d'Ivan Kramskoy: En moltes cultures, s'expressa el dolor amb demostracions de colors fosc.

Com a terme poètic, la foscor també pot significar la presència d'ombres, maldat, o depressió. La foscor pot tenir un impacte psicològic fort. Pot causar depressió en persones que sofreixen trastorn depressiu estacional (o depressió d'hivern), por en persones que pateixen nictofobia confort en lipòfils, o atracció (com en la moda gòtica). Aquestes emocions s'usen per donar força a imatges literàries.
Els texts religiosos moltes vegades usen la foscor per donar sentit visual. A la Bíblia, la foscor va ser la penúltima plaga (Èxode 10:21) i l'escenari per a "plor i rechinido de dents" (Mateu 8:12). Una interpretació de l'Alcorà diu que aquells que transgredeixin els límits del que és correcte, estaran condemnats a sofrir "desesperació que crema i foscor freda com el gel" (Nab 78.25). En la mitologia grega, tres capes de foscor envolten al Tàrtar, un lloc per als pitjors pecadors tan baix com Hades és lluny dels cels.
L'ús de la foscor com a figura retòrica té una tradició antiga i persistent. Shakespeare, treballant en els segles 16 i 17, va fer cridar a un personatge Satanàs el "príncep de la foscor" (El Rei Lear: III, IV) i li va donar a la foscor grapes per devorar l'amor (d'una nit de Verano: I,) Chaucer, un escriptor anglès del segle 14 va escriure que el treball dels cavallers és expulsar les "obres de la foscor". Dante va descriure l'Infern com un lloc "tacat de foscor pura". Fins i tot en l'anglès antic, hi havia aquestes paraules per designar a la foscor: heolstor, genip, i sceadu. Heolstor també significava "cau" i es va convertir més tard en holster (fongui); genip significava "boirina" i va caure en desús com molts altres verbs forts; sceadu significava "ombra" i va continuar usant-se. La paraula "darkness" va evolucionar de deorc, que significava "fosc".

### En les arts

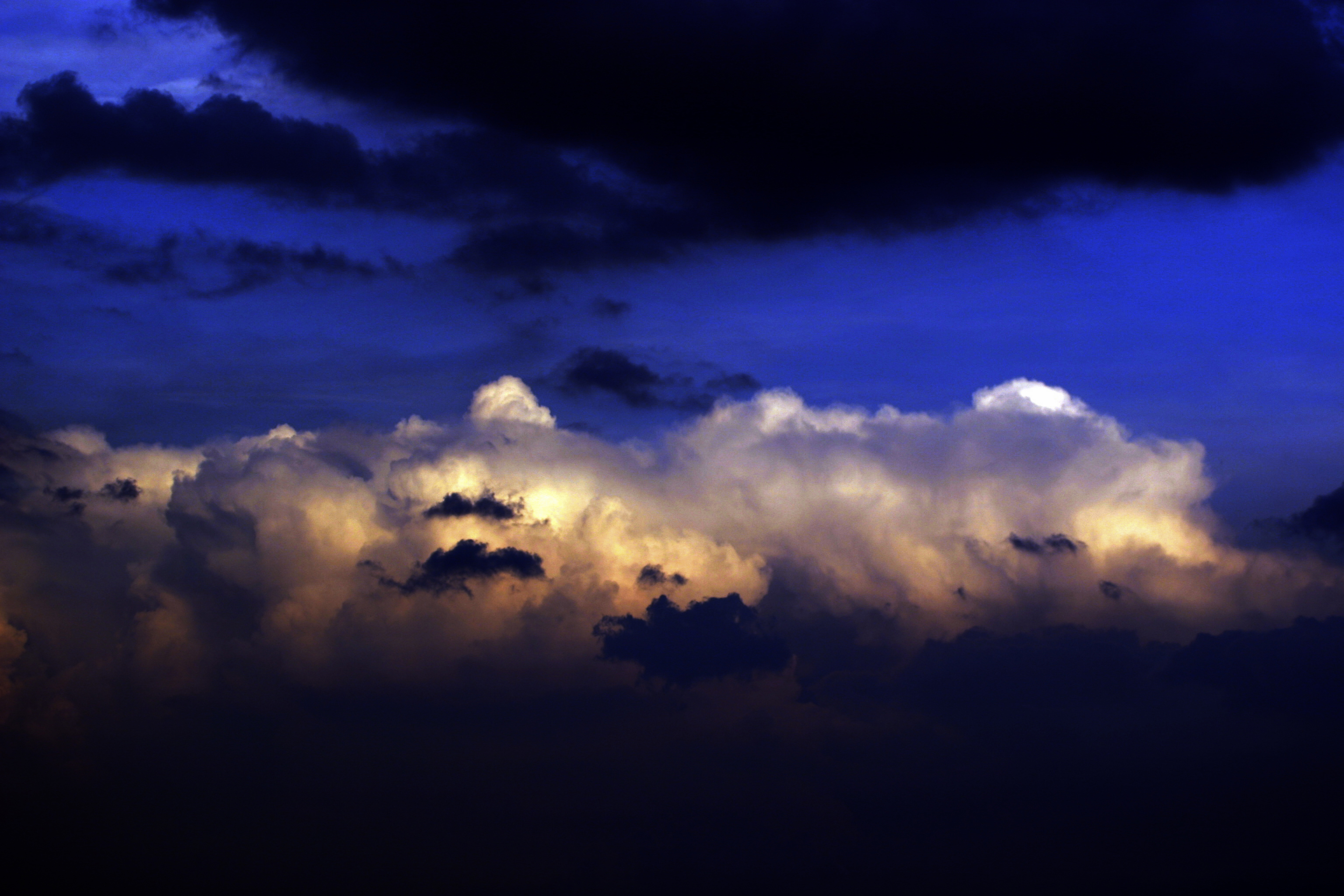
"Darkness Over Eden" ("Foscor sobre l'Edén") fotografía per Kabir Bakie en l'Eden Park, Cincinnati, Ohio, Maig del 2004.

Artísticament, la foscor també es pot utilitzar per emfasitzar o contrastar amb la llum. Les pintures de color es barregen junts per crear foscor, perquè cada color absorbeix certes freqüències de llum. Teòricament, barrejant junt els tres colors primaris, o els tres colors secundaris, absorbirà tot la llum visible i crearà negre. En la pràctica és difícil impedir que la mescla accepti un tint marró.
Les pintures poden utilitzar foscor per crear línies principals i buits, entre altres coses. Aquestes formes estan dissenyades per dibuixar certa perspectiva visual al voltant de la pintura. Les ombres afegeixen dita perspectiva. La foscor en ús de bolígrafs, comunament en forma de tinta blava o negra, poden fer marcatges clars en paper brillant, comunament blanc o groc. Les cartes mostrades en una exhibició informàtica són també normalment foscos, sovint en colors igual de blaus i negres, en un fons clar. Aquesta diferència en nivells de brillantors s'anomena contrast i fa les cartes més petites i llegibles.